# Almadrones
Almadrones település Spanyolországban, Guadalajara tartományban. Almadrones Alaminos, Guadalajara, Argecilla, Brihuega, Castejón de Henares és Mandayona községekkel határos. Lakosainak száma 67 fő (2024).

## Népesség
A település lakosságának változását az alábbi diagram mutatja:
| Lakosok száma | 98   | 109  | 94   | 98   | 90   | 72   | 63   | 57   | 55   | 67   |
|               | 2001 | 2004 | 2006 | 2009 | 2011 | 2014 | 2016 | 2019 | 2021 | 2024 |